# Henri Collard
Henri Collard (ur. 23 stycznia 1912 w Grivegnée, zm. 23 lutego 1988 w Liège) – belgijski kolarz torowy, brązowy medalista mistrzostw świata.

## Kariera
Największy sukces w karierze Henri Collard osiągnął w 1936 roku, kiedy zdobył brązowy medal w sprincie indywidualnym amatorów podczas mistrzostw świata w Zurychu. W zawodach tych wyprzedzili go jedynie Arie van Vliet z Holandii oraz Francuz Pierre Georget. W tym samym roku wystartował na igrzyskach olimpijskich w Berlinie, gdzie rywalizację w sprincie indywidualnym ukończył na piątej pozycji.